# Палитры
«Пали́тры» (фр. Palettes) — цикл документальных фильмов режиссёра Алена Жобера, посвящённый шедеврам изобразительного искусства разных эпох, хранящихся, главным образом, в коллекции Лувра, а также в парижских музеях д’Орсе, Клюни и Гиме, в Центре Жоржа Помпиду, Национальной библиотеке Франции, Лилльском дворце изящных искусств и других собраниях. Некоторые серии снимались совместно с режиссёром Паскалем Вимне.
Производился на протяжении более чем десяти лет. Выпускался во Франции в 1988—2003 годах телекомпаниями La Sept-Arte и FR3 при участии Delta Image и Луврского музея. Демонстрировался на телеканалах Arte и Histoire.

## История
Первый фильм, «Подсудная картина» снимался в Венеции, где тогда жил Ален Жобер. В этот период Галерея Академии проводила масштабную реставрацию полотна Веронезе «Пир в доме Левия», что заинтересовало режиссёра. Он начал работу над фильмом, не имея ни какого-либо контракта, ни финансирования. После завершения «Подсудной картины», ему удалось показать её Мишелю Лаклотту, директору Лувра, и Доминику Паини, основателю и руководителю кинематографического центра музея. Они заинтересовались проектом и решили оказать поддержку режиссёру. После этого дирекция Лувра заключила с Жобером контракт, дав ему полный «карт-бланш» для работы над картинами.

## Список серий
- Подсудная картина. «Пир в доме Левия» Паоло Веронезе (1573, Галерея Академии, Венеция) — 1989, 27 мин.
- Чудо в лоджии. «Мадонна канцлера Ролена» Яна ван Эйка (ок. 1435, Лувр) — 1989, 25 мин.
- Улыбка и сплетения. «Святая Анна с Мадонной и младенцем Христом» Леонардо да Винчи (ок. 1500—1515, Лувр) — 1989.
- Зеркало парадоксов. Автопортреты[англ.] Рембрандта (1606—1669) — 1989, 30 мин.
- Оборотная сторона карт. «Шулер с бубновым тузом» Жоржа де Латура (ок. 1635, Лувр) — 1989, 30 мин.
- Театр солнца. «Морская гавань при заходе солнца[фр.]» Клода Лоррена (1639, Лувр) — 1989, 30 мин.
- Луч света. «Астроном» Яна Вермеера (1668, Лувр) — 1989, 27 мин.
- На мостовых. Остановившееся мгновение. «Свобода, ведущая народ» Эжена Делакруа (1830, Лувр—Ланс) — 1989, 30 мин.
- Неистовость мотива. «Гора Сент-Виктуар» Поля Сезанна (1885—1887) — 1989, 27 мин.
- Расписал Эфроний. Кратер «Геракл и Антей[фр.]» (ок. 515—510 до н. э.,) — совместно с Паскалем Вимне[фр.], 1990, 30 мин.
- Алтарь по частям. Сассетта, полиптих Святого Франциска[фр.] для церкви в Борго-Сансеполькро — 1990, 30 мин.
- Цветное мгновение. «Пруд с кувшинками», серия картин Клода Моне (Музей д’Орсе) — 1990, 31 мин.
- Вкус неподвижного. «Скат[фр.]» Жан-Батиста Шардена (1728, Лувр) — 1991, 29 мин.
- Любовь под балдахином. «Задвижка» Жан-Оноре Фрагонара (1775—1777, Лувр) — 1991, 30 мин.
- Письмо, стрела и метла. «Девушки[фр.]» и «Старухи[фр.]» Франсиско де Гойи (ок. 1812—1814 и ок. 1808—1810, Дворец изящных искусств, Лилль) — 1991, 30 мин.
- Очарованный взгляд. «Турецкая баня» Энгра (1862—1863, Лувр) — 1991, 29 мин.
- Оранжево-зелёно-пурпурная утопия. «Воскресный день на острове Гранд-Жатт» Жоржа Сёра (1884, Коллекция Элен Бирч-Бартлетт[англ.], Чикагский институт искусств) — 1991, 30 мин.
- Восхитительный трепет времени. «Времена года[фр.]» Никола Пуссена (1660—1664, Лувр) — 1992, 30 мин.
- Легенда конца века. «Панно для балагана Ла Гулю» Анри де Тулуз-Лотрека (1895, Музей д’Орсе) — 1992, 30 мин.
- Мечта о диагонали. «Бичевание Христа» Пьеро делла Франческа (ок. 1455—1460, Национальная галерея Марке, Урбино) — 1993, 60 мин.
- Воспоминания об Аркадии. «Сельский концерт» Тициана (ок. 1510, Лувр) — 1993, 31 мин.
- Высокая жёлтая нота. «Спальня в Арле» Винсента Ван Гога (1888—1889, Музей Винсента Ван Гога, Чикагский институт искусств, Музей д’Орсе — 1993, 32 мин.
- Спираль времени. «Обнажённая, спускающаяся по лестнице» Марселя Дюшана (1912, Художественный музей Филадельфии) — 1993, 31 мин.
- Краски страстей Господних. «Распятие» Пабло Пикассо (1930, Музей Пикассо) — 1993, 26 мин.
- Портрет друга-придворного. «Портрет Бальдассаре Кастильоне» Рафаэля (ок. 1514—1515, Лувр) — 1994, 30 мин.
- Образы незримого. «Жёлтое, красное, синее» Василия Кандинского (1925, Центр Жоржа Помпиду) — 1994, 25 мин.
- Торжество плоти. «Елена Фурман с коляской[фр.]» Рубенса (1639, Лувр) — 1995, 30 мин.
- Тайны галантных празднеств. «Паломничество на остров Киферу» Антуана Ватто (1717, Лувр) — 1995, 30 мин.
- Держа в руках чистый цвет. «Грустный король[фр.]» Анри Матисса (1952, Центр Жоржа Помпиду) — 1995, 31 мин.
- Шестое чувство. «Дама с единорогом» (конец XV века, Музей Клюни) — 1996, 30 мин.
- Революция в античном стиле. «Сабинянки» Жак-Луи Давида (1799, Лувр) — 1996, 30 мин.
- Обитель смерти. «Похороны в Орнане» Гюстава Курбе (1849, Музей д’Орсе) — 1996, 30 мин.
- Плотские гиперболы. «Три фигуры в комнате[фр.]» Фрэнсиса Бэкона (1964, Центр Жоржа Помпиду) — 1996, 30 мин.
- Следы синей эпохи. «Антропометрия синей эпохи» Ива Кляйна (1960, Центр Жоржа Помпиду) — 1996, 30 мин.
- Предыстория искусства. Пещера Ласко (18 тысячелетий до н. э., Дордонь) — 1996, 60 мин.
- Райские сады. «Хамсе», или «Пятерица» Низами. Персидская рукопись (Исфахан, 1619—1624, Национальная библиотека Франции) — 1997, 29 мин.
- Прекрасные воскресные дни. «Бал в Мулен де ла Галетт» Огюста Ренуара (1876, Музей д’Орсе) — 1997, 30 мин.
- Подражая мимозе. «Мастерская с мимозой» Пьера Боннара (1939—1946, Центр Жоржа Помпиду) — 1998, 30 мин.
- Ангелы и истязатели. «Житие Святого Матфея» Караваджо (1599—1602, Часовня Контарелли[итал.] в церкви Сан-Луиджи-деи-Франчези, Рим) — 1998, 30 мин.
- Прощальный взгляд. «Европейская женщина», портрет из Фаюма (эпоха Адриана, ок. 117—138 гг. н. э., Лувр) — 1998, 30 мин.
- Натурщица с чёрной кошкой. «Олимпия» Эдуара Мане (1863, Музей д’Орсе) — 1998, 28 мин.
- Алтарь прокажённых. «Изенгеймский алтарь» Маттиаса Грюневальда (ок. 1510—1516, Музей Унтерлинден, Кольмар) — 1999, 32 мин.
- Гром в Тоскане. «Битва при Сан-Романо» Паоло Учелло (ок. 1435—1440, Лондонская национальная галерея, Галерея Уффици, Лувр — 1999, 30 мин.
- Нависшая угроза. «Волна» Кацусики Хокусая (ок. 1831, Музей Гиме и Национальная библиотека Франции) — 1999, 30 мин.
- Изображения одного изображения. «Десять Лиз[фр.]» Энди Уорхолла (1963, Центр Жоржа Помпиду) — 1999, 30 мин.
- Одно движение кисти. «Горы Цзинтинь осенью» Шитао (1671, Музей Гиме) — 2000, 30 мин.
- Тайные церемонии. Роспись Виллы Мистерий (70 год до н. э., Помпеи, Италия) — 2002, 30 мин.
- Красота катастрофы. «Плот „Медузы“» Теодора Жерико (1819, Лувр) — 2002, 29 мин.
- Дикая гармония. «Озорная шутка[фр.]» Поля Гогена (1892, Музей д’Орсе) — 2003, 30 мин.
- Аллеи воспоминаний. «Городские сады» Эдуара Вюйара (1894, Музей д’Орсе) — 27 мин.